# Увертюра
Увертюра (на френски: ouverture от ouvrir – откривам) въведение към музикално-сценично произведение – опера, оратория, драма и други, което притежава структурна завършеност. За разлика от интродукцията, увертюрата е по-мащабна, изграждащите я музикални елементи са повече и притежава обособеност, която позволява тя да се разглежда като самостоятелна музикална форма. Свързана е тясно с историческия развой на операта, а също и с инструменталната музика, където прониква сравнително по-късно, като първа част на старинния тип сюита. За първи път увертюрата е използвана от Монтеверди като въведение към неговата опера „Орфей“. През 17 век се формират два типа оперни увертюри:
1. Френска увертюра, която се състои от две части – бавно въведение и бърза част, която е изградена винаги полифонично. Този тип увертюра е създаден от кралския композитор Люли.
2. Италианска оперна увертюра наричана също симфония. Тя, за разлика от френската, се състои от три части: бърза, бавна и отново бърза. Създадена е от Алесандро Скарлати, който е считан за основател на Неаполитанската оперна школа. Тази негова първа увертюра е предшественик на симфонията и симфоничната поема.

Ранните образци оперни увертюри не са свързани с идейно-емоционалното съдържание на операта и не създават необходимата музикална атмосфера към следващото драматично действие, но въпреки това някои от тях са, като увертюрата към операта „Сватбата на Фигаро“ от Моцарт, както и „Севилският бръснар“ от Росини и мн.др.
По-късно Глук създава нов тип увертюра, която представлява встъпителен обзор на цялото музикално съдържание на операта. Този тип увертюра се изгражда на базата на най-характерния и запомнящ се тематичен и музикален материал от операта и представлява вид резюмирано изложение на музикалното ѝ съдържание. Това в случая създава необходимата атмосфера и психологична връзка с музикално-драматичното действие на операта. Блестящи образци от този тип са увертюрите към оперите „Вълшебният стрелец“ от Вебер и „Танхойзер“ от Рихард Вагнер.
В основата на изградилия се класически тип увертюра най-често лежи сонатната форма, типичен пример за това е увертюрата към операта „Кармен“, която е в сложна триделна форма.
Бетховен създава също нов тип увертюра, която представлява самостоятелно едночастно произведение към драма или трагедия (т.нар. „концертна увертюра“, от която по-късно произлиза програмната увертюра). През 19 век се появяват концертните увертюри (напр. увертюрата „Сън в лятна нощ“ от Менделсон), а също и увертюрата фантазия (напр. увертюра фантазия „Ромео и Жулиета“ от Чайковски) и т.нар. „тържествени увертюри“ (напр. „Академична увертюра“ от Брамс, „Празнична увертюра“ от Шостакович и „Празнична увертюра“ от Веселин Стоянов). 